# ドナルド・デイヴィッドソン
ドナルド・ハーバート・デイヴィッドソン（Donald Herbert Davidson、1917年3月6日 - 2003年8月30日）は、アメリカ合衆国の哲学者である。1981年から2003年にかけてカリフォルニア大学バークレー校で哲学の教授（Slusser Professor）を務めた。またスタンフォード大学、ロックフェラー大学、プリンストン大学やシカゴ大学でも教鞭を執った。日本語訳においては、「ドナルド・デイヴィドソン」と、促音を含めずに表記される場合も多い。
彼の仕事は、1960年代以降、哲学のほとんど全ての領域でかなりの影響力を持ったが、特に心の哲学と言語哲学において顕著だった。彼の仕事の多くは、大きな理論に明確に言及しない小論文の形で発表されるが、しかし強く統一されている（同じ方法と考えが、一見無関係な多くの問題に適用される）ことで知られており、また、たくさんの哲学者たち―イマヌエル・カント、ルートヴィヒ・ウィトゲンシュタイン、フランク・ラムゼイ、W.V.O.クワインやエリザベス・アンスコムらが含まれる―の仕事を総合していることでも有名である。

## 生涯
デイヴィッドソンは、1917年3月6日マサチューセッツ州スプリングフィールドで、クラレンス（デイヴィ）・ハーバート・デイヴィッドソンとグレイス・コーデリア・アンソニーの間に生まれた。彼の家族はデイヴィッドソンが生まれてすぐ後にフィリピンへ移り、デイヴィッドソンが4歳になるまでそこで暮らした。その後、アマーストとフィラデルフィアでの生活の後、デイヴィッドソンが9歳か10歳の時、家族はスタテンアイランドに落ち着く。この時から、デイヴィッドソンは公立校に通うようになり、最初の学年をかなり年下の同級生たちと共にすごした。それから4年生になると、デイヴィッドソンはスタテンアイランド・アカデミーに顔を出すようになった。高校では、彼はプラトンのパルメニデスやカントの純粋理性批判、それにニーチェの著作を読もうとした。
ハーバード大学に進んだデイヴィッドソンは、英文学・比較文学（シェイクスピアや聖書をセオドア・スペンサーに、ジョイスをハリー・レビンに学んだ）から古典文学と哲学に専攻を変えた。
デイヴィッドソンは、すばらしいピアニストであり、いつも音楽に深い関心を寄せていた。後にスタンフォード大学では「音楽の哲学」を教えるほどだった。ハーバードでは、デイヴィッドソンは後に著名な指揮者で作曲家であるレナード・バーンスタインと同級であり、バーンスタインとデイヴィッドソンは連弾でピアノを弾く仲だった。バーンスタインは、デイヴィッドソンが上演したアリストパネスのギリシア喜劇「鳥」のために作曲してくれた。このときの曲のいくつかは、後にバーンスタインのバレエ「ファンシー・フリー」（1944年） に使われることになる。
卒業後、デイヴィッドソンはカリフォルニアへ行き、そこでエドワード・G・ロビンソンが出演した探偵もののラジオドラマ「ビッグ・タウン」の台本を書いた。彼はスカラーシップを受けてハーバードに戻り、古典哲学を研究し、哲学を教えるかたわらハーバード・ビジネス・スクールの集中的なトレーニングを経験した。ハーバード・ビジネス・スクールを卒業する機会を得る前に、デイヴィッドソンはかつて志願したことのあるアメリカ海軍に招集された。デイヴィッドソンは敵機の見分け方についてパイロットを訓練し、シシリー島、サレルノ湾、エンツィオの侵攻作戦に参加した。海軍で3年半を過ごした後、デイヴィッドソンは小説を書こうとしたが失敗した。その後、哲学研究に戻り、1949年には博士号を取った。彼の博士論文は、彼自身は退屈なものと考えたが、プラトンの「ピレボス」についてのものだった。
クワインの影響の下で、デイヴィッドソンは次第に、分析哲学の特徴である、より厳密な方法とより明確化された問題に向かうようになっていった。デイヴィッドソンはクワインという指導者に対しての信頼をしばしば表明している。
1950年代に、デイヴィッドソンはパトリック・サップスとともに決定理論に対する経験的アプローチを発展させる研究を行った。二人の結論は、他の者から独立した個人の信念や選好を他から切り離すことはできないというもので、つまり人がしたかったものややろうとしたことや価値付けるものという点で個人の行動を分析する方法が常に複数存在するということである。この結論は、クワインの翻訳の不確定性のテーゼとも一致する。そしてデイヴィッドソンが心の哲学について行うその後の研究に重要な意味を持つものである。
彼の最も有名な仕事（下記を参照）は、1960年代以来、行為の哲学から心の哲学や言語哲学、それに時には気まぐれに美学や哲学的心理学、哲学史にいたるまで、そうした分野を連続的に移動しながら続けざまに発表される一連の諸論文の形で出版された。
デイヴィッドソンは方々を旅し、広範な範囲に関心を抱き、それらを追求するエネルギーも持ち合わせていた。ピアノを弾く以外にも、彼は飛行士のライセンスをもち、ラジオを組み立て、登山やサーフィンを好んだ。彼は3度結婚した（最後は哲学者であるマーシャ・キャベルと結婚した）。トマス・ネーゲルは、手短に彼を賞賛して「強烈にエロティックだ」と言っている。
アメリカ哲学協会の東部地区、西部地区双方の会長を務め、クイーンズカレッジ(現在のCUNYの一部)、スタンフォード、プリンストン、ロックフェラー、ハーバード, オックスフォード、および シカゴ大学で様々な専門職を歴任した。1981年から没するまでカリフォルニア大学バークレー校で哲学のウィリス S.&マリオン・スラッサー冠教授を務めた。1995年にジャン・ニコ賞を受賞した。

## 業績

### 行為、理由、原因
デイヴィドソンのもっとも有名な論文は、1963年に書かれた「行為、理由、原因」である。当時の学界では、ウィトゲンシュタインに由来する「行為者が行為する理由は、その行為の原因ではない」 という考え（行為の反因果説）が広く受け入れられていた。デイヴィドソンはこれに対し、行為の理由を与えること（合理化）は、因果的説明の一種であると反論した（行為の因果説）。デイヴィドソンによれば、ある行為の「主たる理由」とは、その行為に関する広い意味での欲求（賛成的態度）と関連する信念である。「雨の日に傘を持って外へ出かける」というある人の行為の「主たる理由」は、例えば、その人が濡れずにいたいと考えること（賛成的態度）、そして傘を持っていけば今日雨で濡れることはないだろうと考えること（信念）である。
常識的な素朴心理学と広く一致しているこの見解は、「因果の法則は厳密で決定論的だが、理由による説明はそうである必要はない」という主張を基盤としている。デイヴィドソンの議論によれば、理由の表明がそこまで厳密でないという事実があるからといって、理由を持つ事は行動に因果的に影響する状態ではない、ということにはならないのである。この論文以降もデイヴィドソンは行為論の分野で重要な見解を表明している。

### 心的出来事
デイヴィッドソンは論文「心的出来事」（1970年）で、心的出来事のトークンは物理的出来事のトークンと同一であると主張した（トークン同一説）。しかし、例えば空が青いと思ったりハンバーガーを欲したりする心的状態と、脳におけるニューロンの活動パターンといった物理的状態とのあいだに、法則性を見出すというのはちょっとありそうにない。従ってこの種の説はおかしいように一見思われる。しかしデイヴィドソンによれば、この種の法則的な還元は「トークン」同一説には必要ない。確かに、心的出来事の「タイプ」を物理的出来事の「タイプ」に対応させる法則は存在しないかもしれない。しかし個々の心的出来事の「トークン」がそれと対応する物理的出来事の「トークン」と同一であることは可能だからだ（タイプとトークンについては、タイプとトークンの区別、心の哲学参照）。つまり、デイヴィドソンの見解では、存在するのは「出来事」のみであり、その出来事が「物理的に」記述されたり（物理的出来事）、「心的に」記述されたり（心的出来事）するだけなのである。従って、ある一つの出来事トークンが同時に「物理的出来事」でもあり「心的出来事」であることも可能なのである。ここでデイヴィドソンは「非法則的一元論」を提唱する。「一元論」 というのは、心的出来事と物理的出来事は同一の出来事であると主張するからであり、「非法則的」というのは心的出来事と物理的出来事の「タイプ」は、厳密な法則によって結合しているのではないと主張するからである。
デイヴィドソンによると、非法則的一元論は次の3つテーゼからの帰結である。
- 1.エピフェノメナリズムの否定――「心的出来事は物理的出来事を引き起こさない」とする見解の否定。
- 2.因果の法則性――ある出来事のトークンが別の出来事トークンを引き起こす際には、それらの出来事トークンを支配する厳密な法則がある。
- 3.心の非法則性――心的出来事の「タイプ」と物理的出来事の「タイプ」の間を支配する厳密な法則は存在しない。

この三つの前提から、心的なものと物的なものの因果関係は出来事のトークンの間に存在するだけであり、心的出来事はタイプとしてみれば非法則的である、という見解が帰結する。従って非法則的一元論は心の領域の自立性を尊重してはいるが、基本的なところでは「トークン物理主義」であり、心的なものと物的なものとの間のスーパーヴィーニエンス関係を確保している。

### 真理と意味
1967年の論文「真理と意味」も重要な論文である。習得可能な言語は、それが理論上無限個の表現をもっている場合でも、有限の形式内で定式化することが出来なければならない。というのも、もしそれが有限の形式内で定式化できないとすると、人間が言語を学ぶ時のような有限の経験的な方法によっては習得できなくなってしまうからだ。従って、有限の公理体系によって無限の文に意味を与えることが出来るような理論的な意味論を、全ての自然言語に対して与えることが出来なくてはならない。更にデイヴィドソンは、特にカルナップの議論に従い、「文に意味を与える」とは、その文の真理値を述べることに等しいと主張する。こうした主張によって、フレーゲに由来する真理条件的意味論が新たに活気づくことになった。デイヴィドソンの提案によれば、意味の理論は対象となる言語が持つ個々の有限の文法的特徴を区別できなくてはならず、そして、その特徴の各々についてその働きを説明できなくてはならない。この説明は、その特徴を用いている全ての（無限に多い）文の真理条件について、トリヴィアルな（明らかに正しい）言明を生み出してやるという方法で行われる。つまり、意味の理論が、対象となる言語に適用された場合に、その言語の全ての文に対して、「「ｐ」が真なのはｐであるときでありそのときに限る」（例：「「雪が白い」が真なのは雪が白いときでありそのときに限る」）という形式の文（Ｔ－文）を生み出せるなら、この意味論が正しいという証拠になる。（デイヴィドソンはこのアイデアをアルフレッド・タルスキから学んだ。）
多くの哲学者が、自然言語に対するデイヴィドソン流の意味の理論を発展させようというプロジェクトに着手し、またデイヴィドソン自身も、引用や間接話法、行為の記述に関する論文を通してこれに貢献した。

### 知識と信念
1970年以降、デイヴィドソンの心の哲学は、 ソール・クリプキ、 ヒラリー・パトナム、 キース・ドネランらの影響を受けている。これらの哲学者は、心的内についての「記述主義者的」理論というべきものに対して数々の反例を上げてきた哲学者たちである。「記述主義者的」理論とは、バートランド・ラッセルの記述の理論（更に、もしかすると ルートヴィヒ・ウィトゲンシュタインの 論理哲学論考) に由来するもので、名前がどの人や対象を指示するか（名前の指示対象）は、発話者がその人や対象について抱いている信念によって決定されると考える見解のことである。例えば、今私が「アリストテレスはリュケイオンを開いた」と信じ、「アリストテレスはアレクサンダー大王の先生だった」と信じているとしよう。これらの私の信念達は、誰に「ついての」ものだろうか。明らかにアリストテレスである。しかし、どうしてそうなるだろうのか。ここでラッセルなら、「私の信念達は、それらの内最大限多くのものを真にするようなものについての信念である」と言うだろう。つまり、もしアレクサンダーの先生が二人いたとして、しかしそのうちリュケイオンを開いたのは片方だけであるとするなら、私の信念達はこのリュケイオンを開いたほうの人物についての信念なのである。一方クリプキらは、こうした説はとても擁護できないと議論している。そして、ある人物の持つ信念が実際のところ誰／何についてのものなのかと言う問題は、大部分（あるいは完全に）、その人がどのようにしてその信念や、名前（例：「アリストテレス」）を獲得したかの問題なのであって、名前のもともとの指示対象から、現在その名前を使う発話者までの「因果的」な繋がりがどうなっているかの問題なのである（指示の因果説）、と主張した。
デイヴィドソンもこうした説を取り上げ、80年代の論文では一人称の信念が二人称・三人称の信念とどう関係しているのかと言う問題を取り扱っている。一人称的な信念（私の「お腹がすいた」と言う信念）は、三人称的な信念（誰かが私について抱いている「彼はお腹がすいている」と言う信念）とはまったく異なってやり方で獲得されるように思われる。これらの信念が同じ内容を持っているというのはどうすれば可能なのか。
デイヴィドソンはこの問題にアプローチするに当たって、もう一つ別の問題をここに結び付けた。「二人の人物が同じ外的対象についての信念を持っているというのはどうすれば可能なのか」。その答えとして、デイヴィドソンは三角測量というイメージを提出している。自分自身についての信念、他の人についての信念、そして世界についての信念は、3つ一緒になってはじめて存在するようになると考えるのである。
歴史上の多くの哲学者は、この三種の信念と知識のうち二つを残りの一つに還元する傾向があったといっていいだろう。例えば、 デカルト と ヒュームは、われわれの唯一の出発点は自己知であると考えた。何人かの論理実証主義者（そして、ウィトゲンシュタインや ウィルフリッド・セラーズ)は、われわれは外界についての信念から出発する他ないと考えた。(そしておそらく、フリードリヒ・シェリング と エマニュエル・レヴィナスは、われわれは他者についての信念から出発する他ないと考えた)。しかしデイヴィドソンの見解では、この三種の心的内容のうち一つだけを持つというのは不可能である。どれか一種について信念を持つものは、他の二種についての信念も必ず持っているはずだとデイヴィドソンは議論している。

### 根元的解釈（ラジカル・インタープリテーション）
デイヴィッドソンの仕事を特徴づけるのは、種々の哲学問題を統一的に扱ったのとおなじ「統合」という態度である。デイヴィッドソンは、言語、心、行動、知識を考える際の基礎となる仮説的立脚点は、「根源的解釈（ラジカル・インタープリテーション）」だと考えた。根源的解釈（ラジカル・インタープリテーション）とは、たとえば、理解不能の言語を話す社会に置かれた人間を想定して、そこでどのようにその言語は理解されるのだろうかというようなことを含む。
ひとつ考えられるのは、メタ言語内であてはまるひとつの理論を人間は知っているのではないかということ。つまりその理論をあてはめると、その言語の文「s」は、どんなときでも文「p」である、または文「p」と翻訳されるという定理が導き出されるというわけである。しかしデイヴィッドソンは、ある文を「〜という意味だ」を使って解釈すると、文の意味の広がりばかりでなく、文の意図も反映してしまうという理由でその考えを退ける。つまり、文の意味だけを反映させるためには、「〜という意味だ」は使わずに連結することで、「真という価値」を持つことになるわけである。これを「真機能連結」という。デイヴィッドソンは、意味理論に必要な連結は「必要十分条件」であるとする。これは文「s」と文「p」の意味上の等価性を目指すという点で明確な選択である。しかし、ここでひとつ問題がある。それは「pがsの必要充分条件である」場合、連結する二つの命題のうち「s」が命題の名前であって命題そのものではないときには、文法上正しくないことになってしまうことだ。命題を示してみせるには述語と一緒に提出しなければならない。「sであり、かつsによってのみ命名され、または翻訳される」を満たす述語とはどういうものだろうか。言い換えると、「バナナは黄色い」であり、かつ「バナナは黄色い」以外のものではないというときに、「バナナは黄色い」によって満たされるのはどんな熟語だろうか。答えは「真である」である。こうして、デイヴィッドソンは、次のような結論に至った。つまり、意味理論は、対象言語におけるそれぞれの文に対して「sはpの必要十分条件であるという定理を形作る」ものでなければならない。言語における「真理論」は、「意味理論」として役にたつのである。
こう結論したことで、デイヴィッドソンはアルフレッド・タルスキの意味理論に迫ることが可能になった。タルスキは、人工言語に真を構成する理論を与えるにはどうしたらいいかを示した。そこで、デイヴィッドソンは、根源的解釈（ラジカル・インタープリテーション）の中心となる三つの問いを発する。第1に、真理論は自然言語に当てはめることができるだろうか。第2に、根源的解釈者（ラジカル・インタープリタ）が使えるもっともらしい証拠が得られたとして、解釈しようとする言語に対して真理論を構築し、検証することができるか。第3に、真理論を持つことが根源的解釈者（ラジカル・インタープリタ）が言語を理解することに十分役立つだろうか。デイヴィッドソンは、タルスキを援用して、最初の問いには肯定的な答えが得られるとした。
根源的解釈者（ラジカル・インタープリタ）が使用できるもっともらしい証拠とは何だろうか。デイヴィッドソンは信念と意味は分ちがたいと指摘する。人は、信念と、その人がその文で何を意味しようとするかを元にその文が真であるとするのである。もし、解釈者がその人がその文が真であるとするとき何を信じているのかを知っていれば、文の意味はそこから推察されるし、逆に、もし解釈者がその人がその文は真であるとするときその文で何を意味したいかを知っていれば、その人の信念は何かを推察することができるのである。そこで、デイヴィッドソンは、解釈者が信念にアクセスして証拠とすることがないようにする。解釈者はそこから推論し始めるからである。その代わり、デイヴィッドソンは、話者がその文は真だと言うなら、解釈者は普通にそう信じていいものとする。つまり特定の信念や意味について何も知らなくてもいいのである。ということは、解釈者は、話者とその話者があるときのある物事の状態についての発話に関して仮説を構築してもいいことになる。デイヴィッドソンは、ドイツ語話者が雨のときに言う“Es regnet”を例として挙げる。
デイヴィッドソンは、別個のケースでさえ、話者は客観的な状態について誤解されることがあるかもしれないと言う（たとえば、ドイツ語話者は、雨が降っていないときでも "Es regnet" と言う）が、そのことが文意全体をぶちこわしてしまうことはない。なぜかというと、話者の信念がほとんど正しく、整合性が取れているからである。もしそうでなければ、われわれは話者を話者であると認識しないだろう。これがデイヴィッドソンの「プリンシプル・オブ・チャリティー」であり、これゆえに解釈者は集めた証拠でその言語の真理論の検証ができるのである。
一見すると、真理論は言語の解釈には不十分であるようにも見える。結局のところ、もし真条件がすべてならば、「もし雪が白く草が緑であり、かつそうでしかないならば "Schnee ist weiss" は真である」のような変則的な文を、どうやって偽であると証明することができるだろうか。デイヴィッドソンは、言語は部品の組み合わせであり、同時に全体的であると言う。文は単語の意味を元にしている、しかし、単語の意味はその単語が現れる文の全体性を拠り所としている。この全体的な制約が、真理論が法のようでなければならないということと共に、不確定性を最小にしてコミュニケーションがうまくいく条件を満たす。
まとめると、根源的解釈（ラジカル・インタープリテーション）があきらかにするものは、コミュニケーションがおこるために何が必要かつ十分であるかということである。そのための条件は、1）話者が話者であると認めるために、話者の信念がほとんど整合的であり、また正しいこと、2）意味の不確定性は、コミュニケーションの根底を崩すものではないが、必要な分だけの制約がなければならないことである。

## 著作
- Decision-Making: An Experimental Approach, co-authored with Patrick Suppes and Sidney Siegel. Stanford: Stanford University Press. 1957.
- "Actions, Reasons, and Causes," Journal of Philosophy, 60, 1963. (Reprinted in Davidson, 2001a.)
河島一郎訳「行為・理由・原因」、門脇俊介、野矢茂樹編・監修『自由と行為の哲学』春秋社、2010年、収録。
- "Truth and Meaning," Synthese, 17, 1967. (Reprinted in Davidson, 2001b.)
- "Mental Events," in Experience and Theory, Foster and Swanson (eds.). London: Duckworth. 1970. (Reprinted in Davidson, 2001a).
- "Agency," in Agent, Action, and Reason, Binkley, Bronaugh, and Marras (eds.), Toronto: University of Toronto Press. 1971. (Reprinted in Davidson, 2001a.)
- "Radical Interpretation," Dialectica, 27, 1973, 313–328. (Reprinted in Davidson, 2001b.)
- Semantics of Natural Languages, Davidson, Donald and Gilbert Harman (eds.), 2nd ed. New York: Springer. 1973.
- Plato's ‘Philebus’, New York: Garland Publishing. 1990.
- Essays on Actions and Events, 2nd ed. Oxford: Oxford University Press. 2001a.
服部裕幸、柴田正良訳『行為と出来事』勁草書房、1990年［抄訳］
- Inquiries into Truth and Interpretation, 2nd ed. Oxford: Oxford University Press. 2001b.
野本和幸、植木哲也、金子洋之、高橋要訳『真理と解釈』勁草書房、1991年［抄訳］
- Subjective, Intersubjective, Objective. Oxford: Oxford University Press. 2001c.
清塚邦彦、柏端達也、篠原成彦訳『主観的、間主観的、客観的』春秋社、2007年
- Problems of Rationality, Oxford: Oxford University Press. 2004.
金杉武司、塩野直之、鈴木貴之、信原幸弘訳『合理性の諸問題』春秋社、2007年
- Truth, Language, and History: Philosophical Essays, Oxford: Oxford University Press. 2005.
柏端達也、立花幸司、荒磯敏文、尾形まり花、成瀬尚志訳『真理・言語・歴史』春秋社、2010年
- Truth and Predication.  Cambridge, Mass.: Harvard University Press. 2005. ISBN 978-0-674-01525-8
津留竜馬訳『真理と述定』春秋社、2010年
- The Essential Davidson. Oxford: Oxford University Press. 2006.

## デイヴィドソンについての研究文献
- Dasenbrock, Reed Way (ed.). Literary Theory After Davidson. University Park: Pennsylvania University Press. 1993.
- Hahn, Lewis Edwin (ed.).  The Philosophy of Donald Davidson, Library of Living Philosophers XXVII. Chicago: Open Court. 1999.
- Kotatko, Petr, Peter Pagin and Gabriel Segal (eds.). Interpreting Davidson. Stanford: CSLI Publications. 2001.
- Evnine, Simon. Donald Davidson. Stanford: Stanford University Press. 1991.
宮島昭二訳『デイヴィドソン――行為と言語の哲学』勁草書房、1996年
- Kalugin, Vladimir. "Donald Davidson (1917-2003)," Internet Encyclopedia of Philosophy, 2006. (link)
- Lepore, Ernest and Brian McLaughlin (eds.). Actions and Events: Perspectives on the Philosophy of Donald Davidson. Oxford: Basil Blackwell. 1985.
- Lepore, Ernest (ed.). Truth and Interpretation: Perspectives on the Philosophy of Donald Davidson. Oxford: Basil Blackwell. 1986.
- Lepore, Ernest and Kirk Ludwig. "Donald Davidson," Midwest Studies in Philosophy, September 2004, vol. 28, pp. 309-333.
- Lepore, Ernest and Kirk Ludwig. Donald Davidson: Meaning, Truth, Language and Reality. Oxford: Oxford University Press. 2005.
- Lepore, Ernest and Kirk Ludwig. Donald Davidson's Truth-Theoretic Semantics. Oxford: Oxford University Press. 2007.
- Ludwig, Kirk (ed.). Donald Davidson. Cambridge: Cambridge University Press. 2003.
- Ludwig, Kirk. "Donald Davidson: Essays on Actions and Events." In Classics of Western Philosophy: The Twentieth Century: Quine and After, vol. 5., John Shand (ed.), Acumen Press, 2006, pp. 146-165.
- Malpas, Jeffrey. Donald Davidson and the Mirror of Meaning: Holism, Truth, Interpretation. Cambridge: Cambridge University Press. 1992.
- Malpas, Jeffrey. "Donald Davidson," Stanford Encyclopedia of Philosophy, 2005. (link)
- Preyer, Gerhard, Frank Siebelt, and Alexander Ulfig (eds.). Language, Mind and Epistemology: On Donald Davidson's Philosophy. Dordrecht: Kluwer Academic Publishers. 1994.
- Ramberg, Bjorn. Donald Davidson's Philosophy of Language: An Introduction. Oxford: Basil Blackwell. 1989.
- Stoecker, Ralf (ed.). Reflecting Davidson. Berlin: W. de Gruyter. 1993.
- Vermazen, B., and Hintikka, M. Essays on Davidson: Actions and Events. Oxford: Clarendon Press. 1985.
- Zeglen, Ursula M. (ed.). Donald Davidson: Truth, Meaning and Knowledge. London: Routledge. 1991.
- 柏端達也『行為と出来事の存在論――デイヴィドソン的視点から』勁草書房、1997年
- 森本浩一『デイヴィドソン〜「言語」なんて存在するのだろうか』（シリーズ・哲学のエッセンス）、NHK出版、2004年。